# La Paz, Honduras
La Paz är en departementshuvudort i Honduras.   Den ligger i departementet Departamento de La Paz, i den sydvästra delen av landet, 60 km nordväst om huvudstaden Tegucigalpa. La Paz ligger 688 meter över havet och antalet invånare är 17 555.
Terrängen runt La Paz är varierad, och sluttar österut. Runt La Paz är det ganska glesbefolkat, med 39 invånare per kvadratkilometer. Närmaste större samhälle är Comayagua, 15,3 km norr om La Paz. Omgivningarna runt La Paz är en mosaik av jordbruksmark och naturlig växtlighet.